# Gare de Motteville
La gare de Motteville est une gare ferroviaire française de la ligne de Paris-Saint-Lazare au Havre, située sur le territoire de la commune de Motteville, dans le département de la Seine-Maritime en région Normandie.
Elle est mise en service en 1847 par la Compagnie du chemin de fer de Rouen au Havre, avant de devenir une gare de la Compagnie des chemins de fer de l'Ouest, puis de l'Administration des chemins de fer de l'État.
C'est une halte voyageurs de la Société nationale des chemins de fer français (SNCF) du réseau TER Normandie desservie par des trains express régionaux.

## Situation ferroviaire
Établie à 145 mètres d'altitude, la gare de bifurcation de Motteville est située au point kilométrique (PK) 169,708 de la ligne de Paris-Saint-Lazare au Havre, entre les gares de Pavilly et d'Yvetot. 
Elle est également l'aboutissement, au PK 36,819, de la ligne de Montérolier - Buchy à Motteville, après la gare fermée de Saussay-Saint-Martin, et l'origine de la ligne de Motteville à Saint-Valery-en-Caux, avant la gare fermée de Grémonville. Ces deux lignes sont uniquement ouvertes au trafic marchandises.

## Histoire
La « station de Motteville» est mise en service le 22 mars 1847 par la Compagnie du chemin de fer de Rouen au Havre, lorsqu'elle ouvre à l'exploitation sa ligne en prolongement de la ligne de Paris à Rouen. C'est l'une des treize stations de la ligne, située entre celles de Pavilly et d'Yvetot. Elle dispose d'un bâtiment voyageurs dû à l'architecte William Tite comme toutes les autres stations de la ligne.

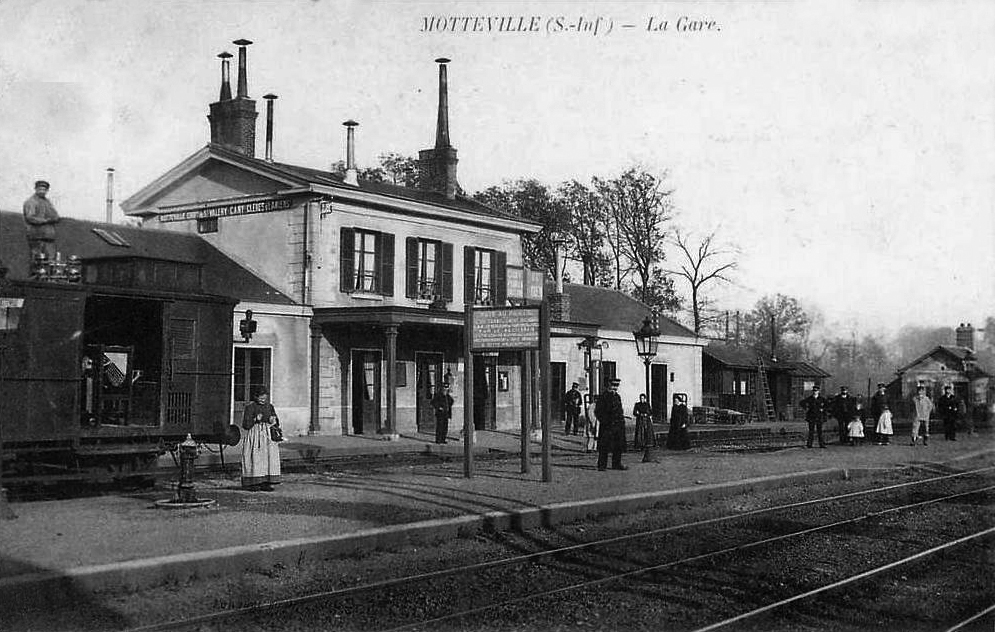
La gare vers 1900.

En 1855, elle intègre, comme la ligne, le réseau de la Compagnie des chemins de fer de l'Ouest, laquelle est issue d'une fusion comprenant notamment les compagnies d'origine de la ligne.
Un projet d'agrandissement de la gare Motteville est présenté le 27 mars 1876, pour un coût estimé de 37 500 francs. Il prévoit la construction d'une remise pour une locomotive et diverses installations nouvelles.
Elle devient une gare de bifurcation le 1er juillet 1876, lors de l'ouverture de l'exploitation de la ligne de Clères à Motteville par la Compagnie de l'Ouest.
La gare se voit doter d'une deuxième bifurcation à partir du 11 juillet 1880, jour de l'ouverture de l'exploitation de la ligne de Motteville à Saint-Valéry-en-Caux et à Cany.

En 2014, c'est une gare voyageurs d'intérêt local (catégorie C : moins de 100 000 voyageurs par an de 2010 à 2011). 

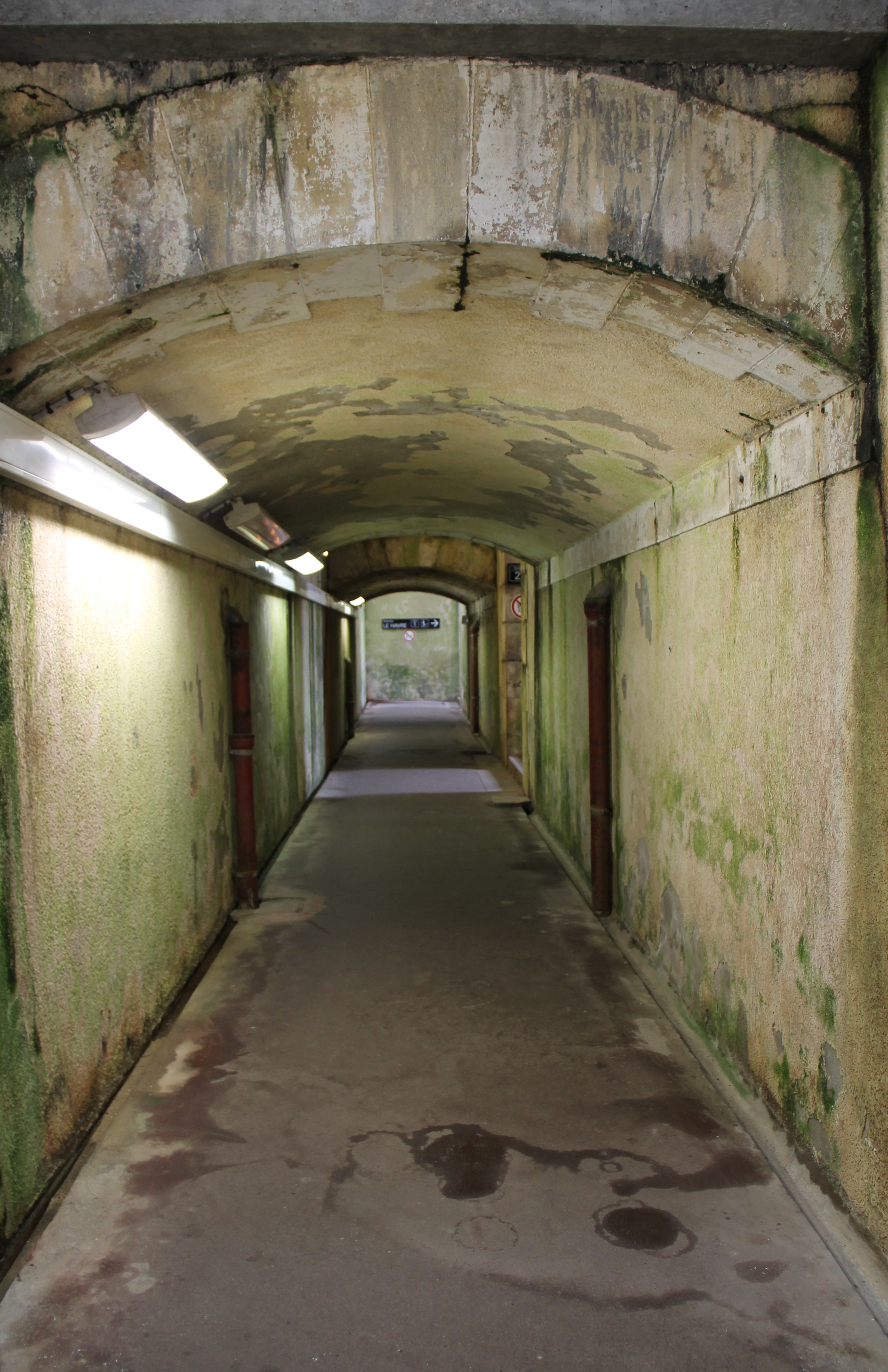
Passage souterrain donnant accès aux quais.

Elle dispose de trois quais desservant quatre voies (d'une longueur de 242 m pour la voie 1, de 253 m pour la voie 2, de 298 m pour la voie 4 et de 248 m pour la voie 6), deux abris, et un passage souterrain.
En 2015, la SNCF estime la fréquentation annuelle à 122 012 voyageurs.

## Service des voyageurs

### Accueil
Halte voyageurs SNCF, c'est un point d'arrêt non géré (PANG) à accès libre. Elle est équipée d'automates pour l'achat de titres de transport.
Une passerelle située à proximité de la gare mais hors de ses emprises, permet la traversée des voies mais non l'accès direct aux quais qui, eux, sont desservis par un passage souterrain.

### Desserte
Motteville est une halte voyageurs du réseau TER Normandie desservie par des trains express régionaux assurant les relations : Elbeuf - Saint-Aubin – Rouen – Yvetot – Le Havre,.

### Intermodalité
Un parc pour les vélos (14 places) et un parking (60 places) y sont aménagés.

Galerie de photographies
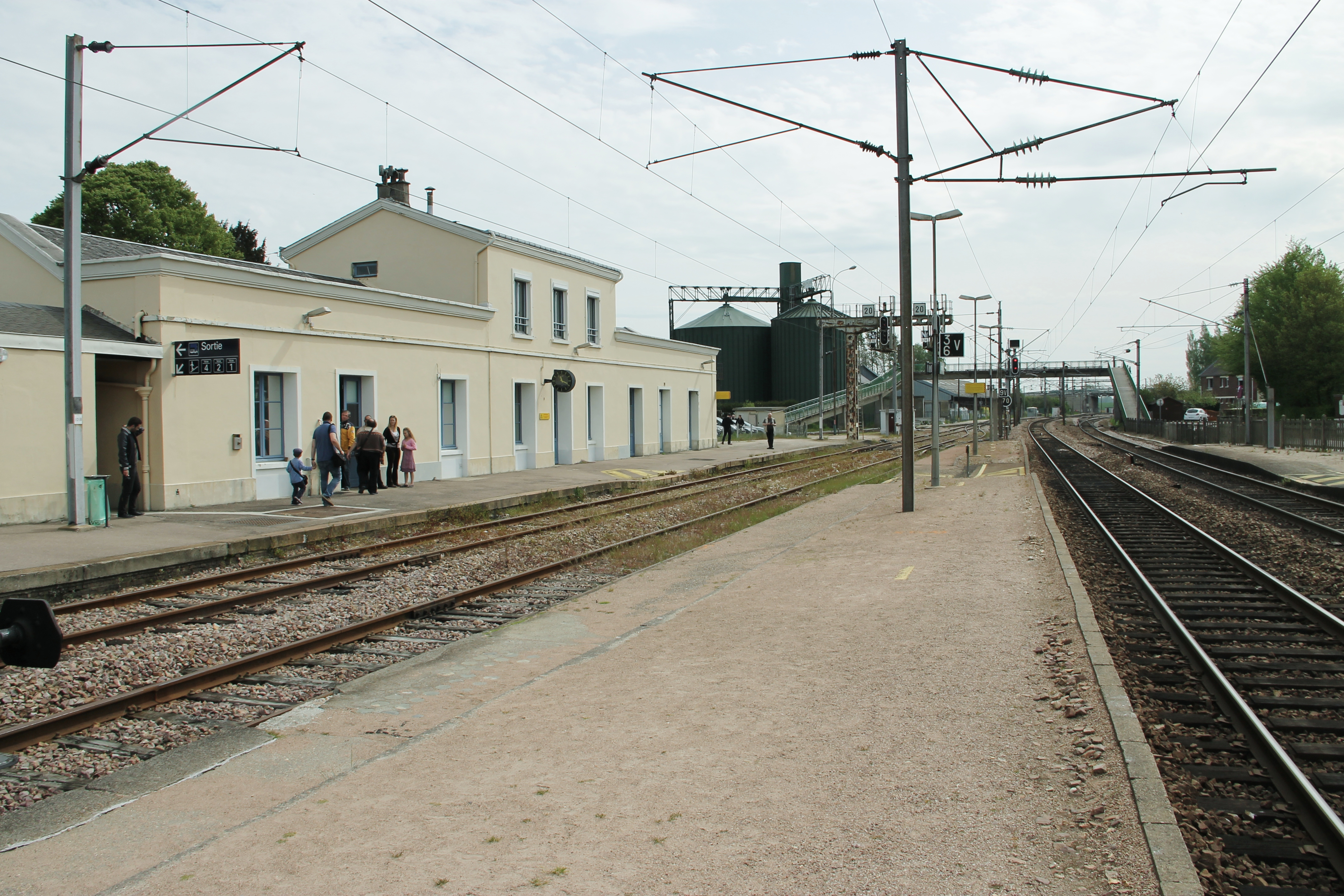
Quais de la gare, en direction de Rouen.
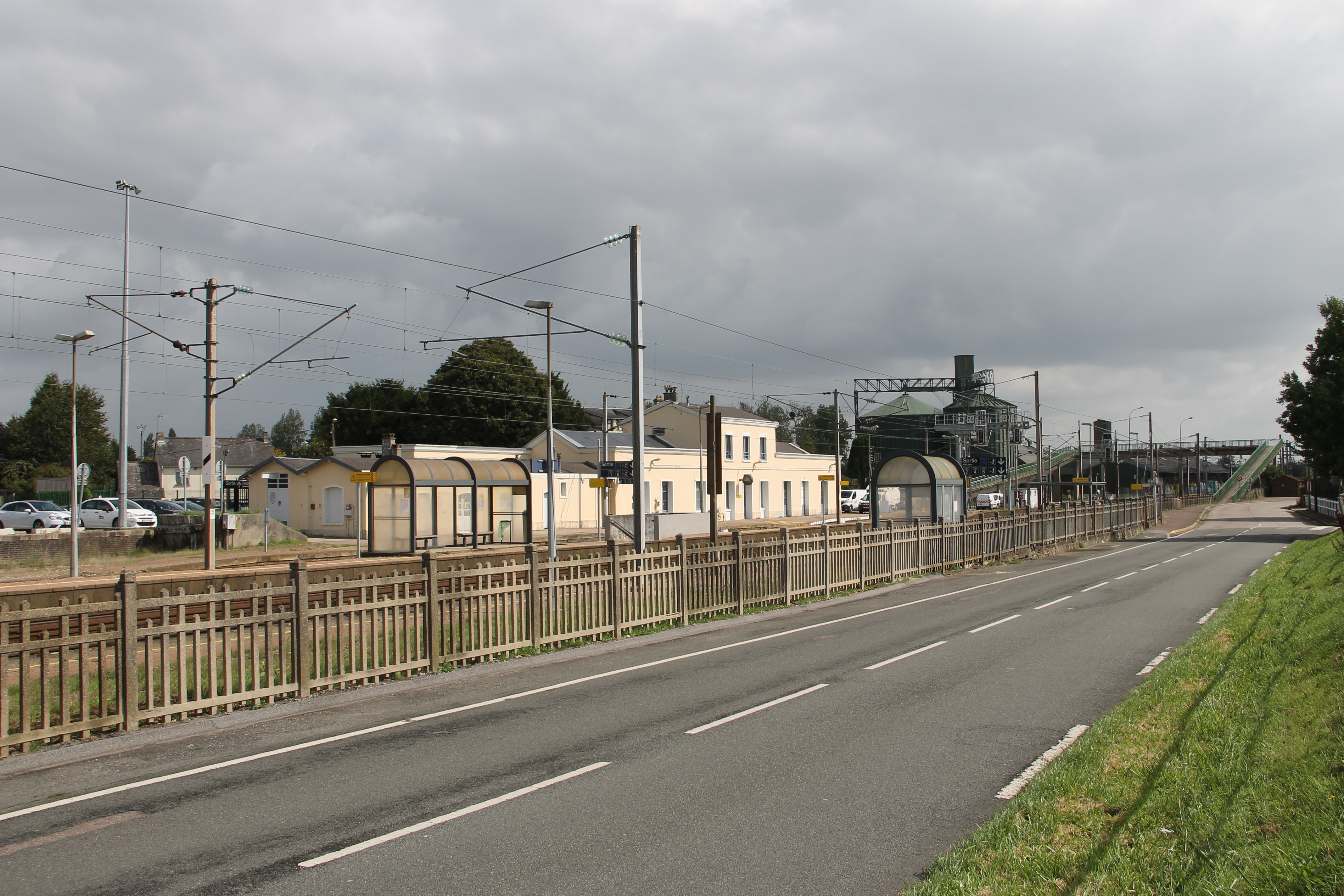
Gare vue du côté des voies, en direction de Rouen et de Montérolier - Buchy.
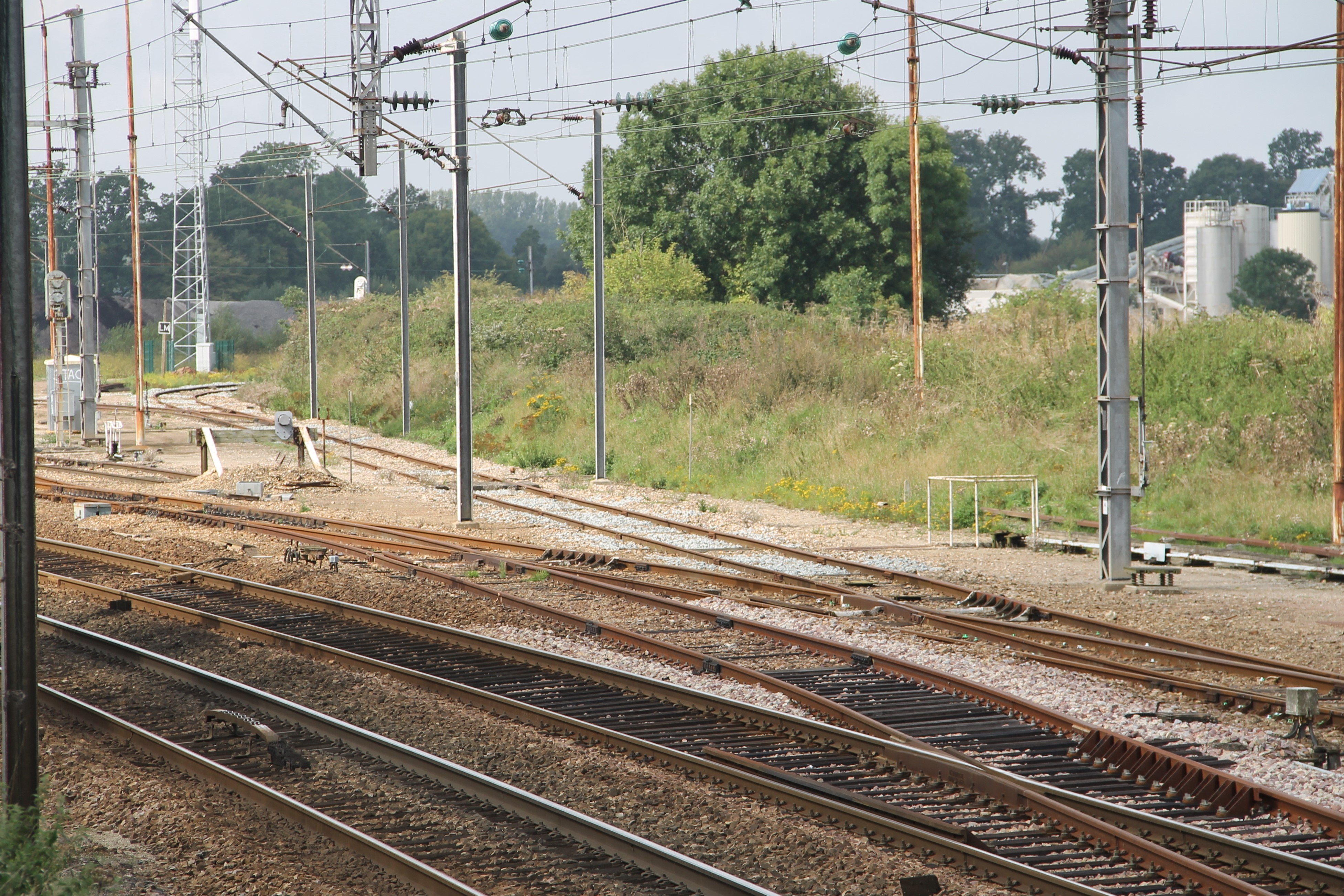
Voies vers Le Havre et vers l'ancienne ligne de Saint-Valery-en-Caux (au fond).
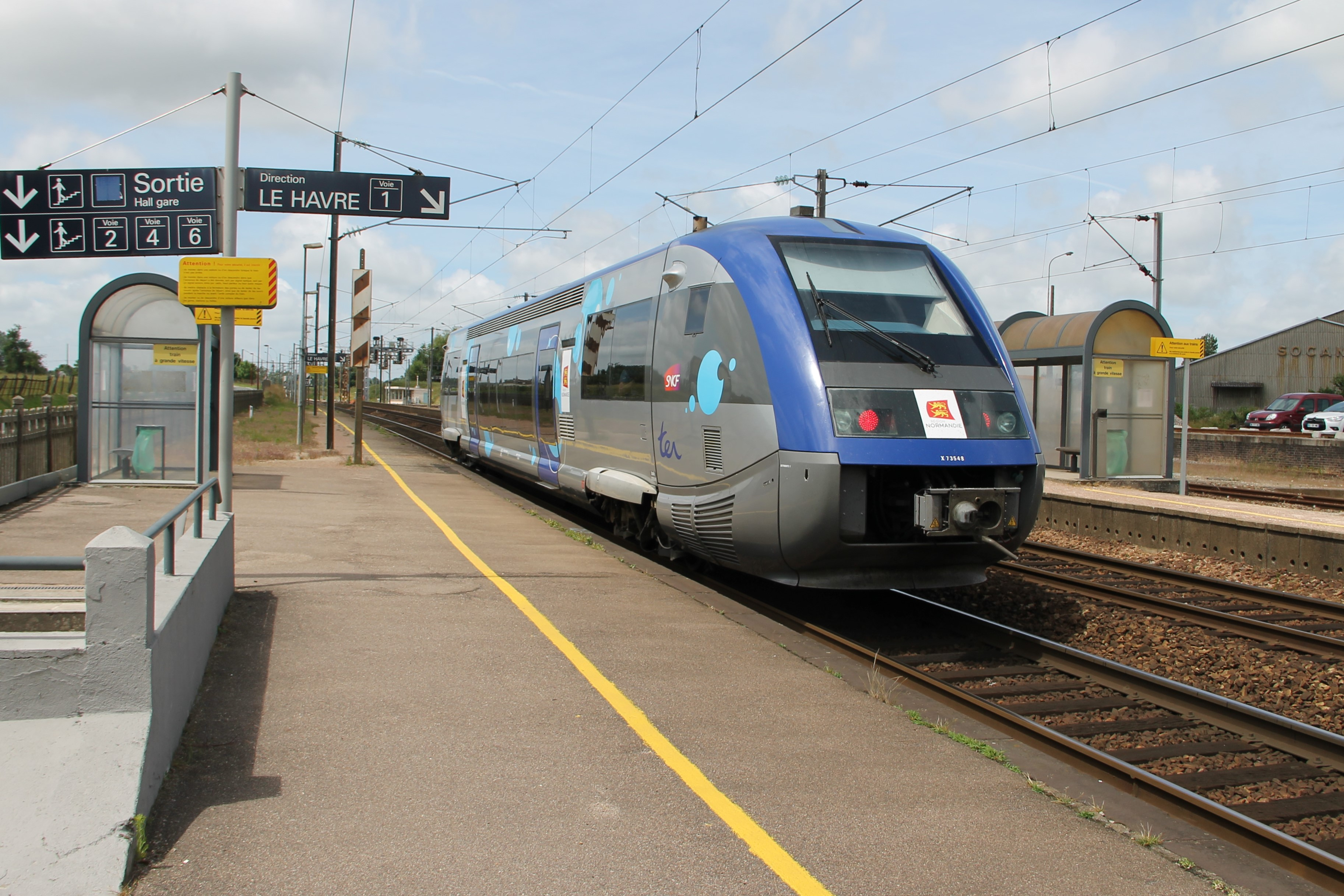
Autorail X 73500 assurant un TER Rouen – Le Havre.
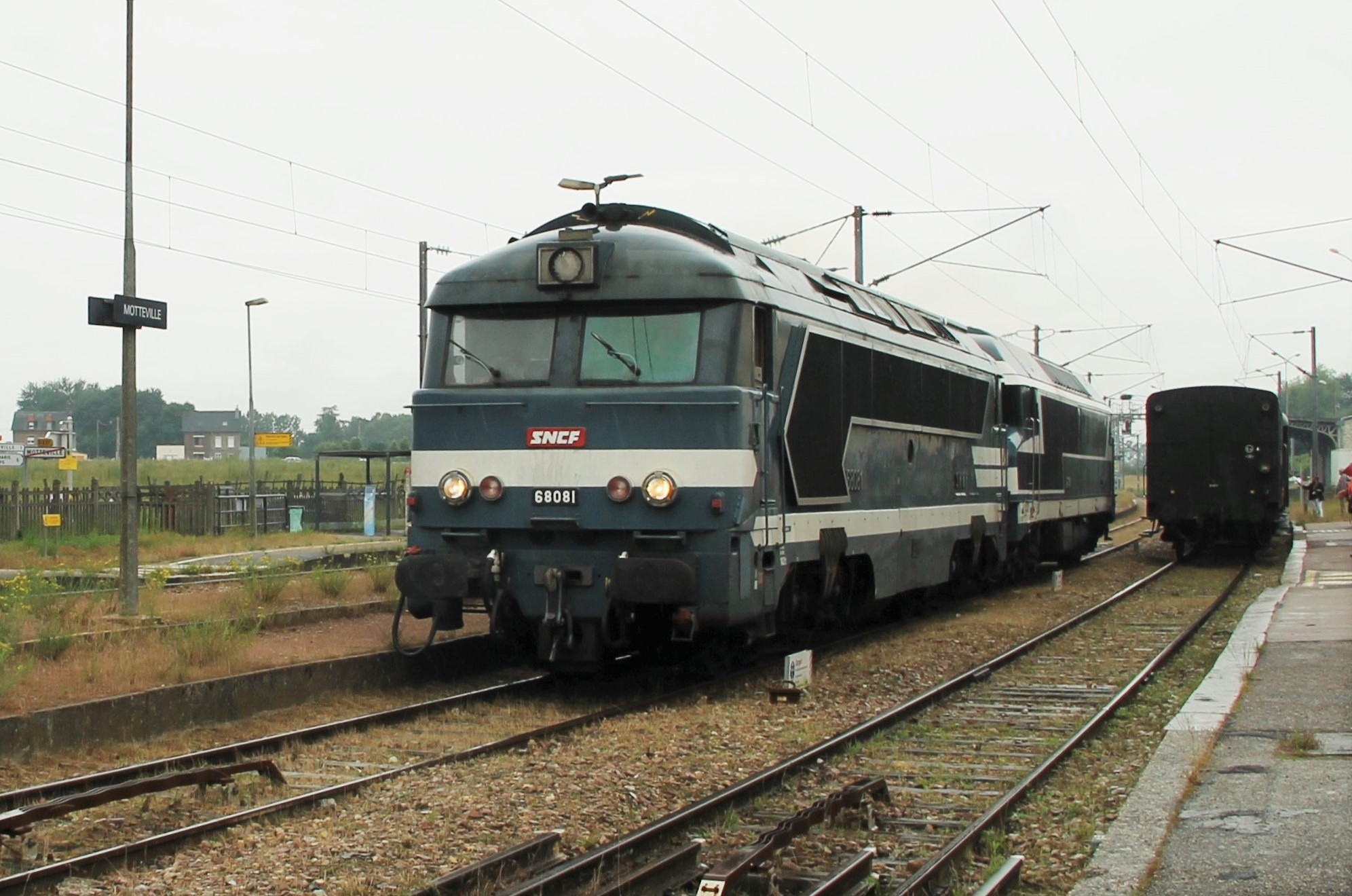
Les voies n° 4 et 6 et un train spécial du Pacific Vapeur Club le 21 juillet 2021.
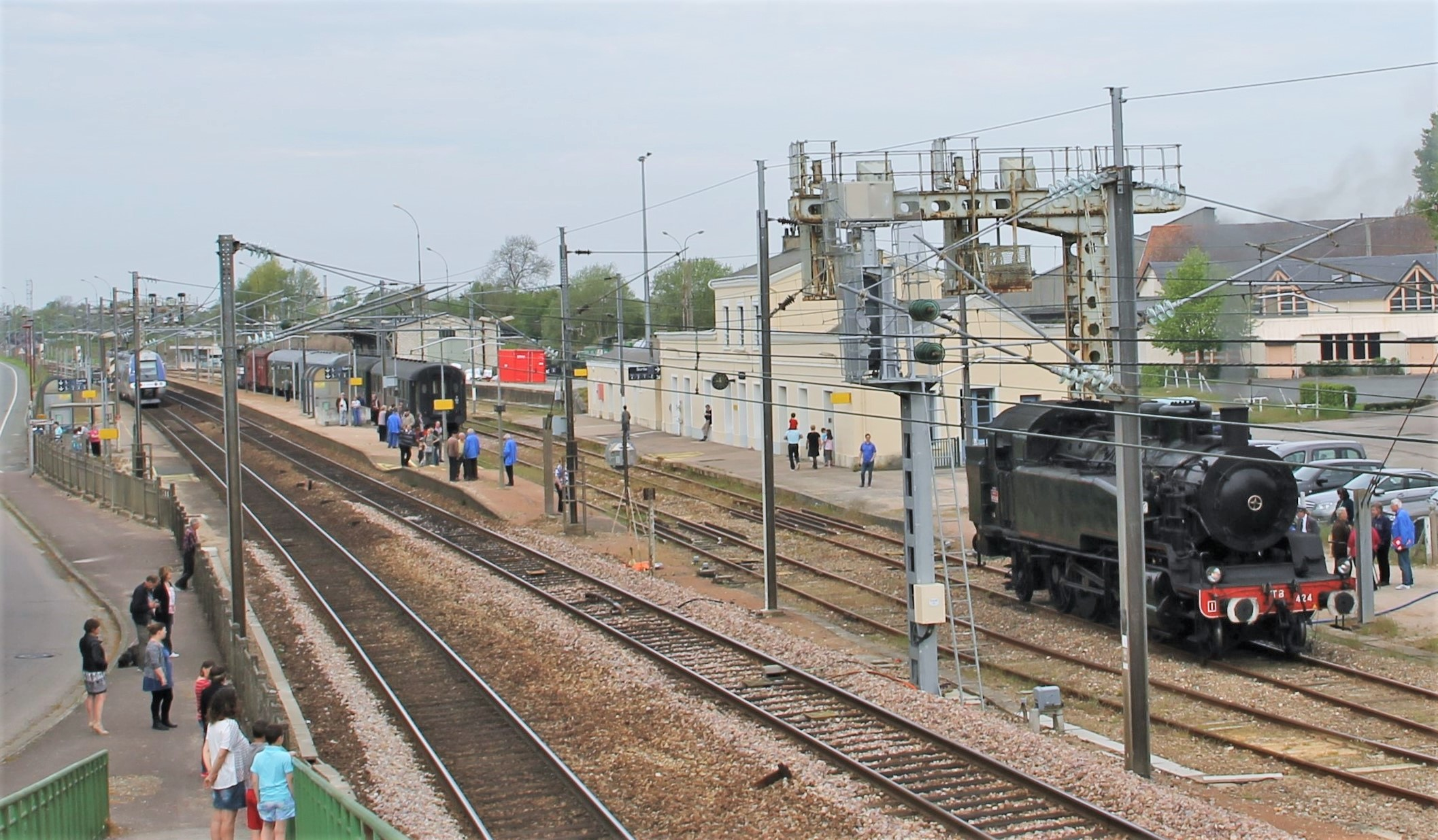
Train à vapeur et TER en mai 2016.